# Arnold Pannartz
Arnold Pannartz († vor 17. April 1476 in Rom) war ein vermutlich aus der Diözese Köln stammender Inkunabeldrucker. Gemeinsam mit Konrad Sweynheym brachte er die Technik des Buchdrucks mit beweglichen Lettern nach Italien. Zahlreiche Erstausgaben antiker Texte, gedruckt in einer Vor- oder Frühform der Antiqua, entstanden in ihren Werkstätten in Subiaco und Rom.

## In Subiaco
Wer die beiden Drucker in das Benediktinerkloster Santa Scolastica in Subiaco berief, ist den Quellen nicht eindeutig zu entnehmen und in der Forschung umstritten. Als mögliche Kandidaten wurden Nikolaus von Kues und der Kommendatarabt des Klosters, Juan de Torquemada, gehandelt. Auch der Konvent selbst könnte eine Rolle gespielt haben, viele seiner Mönche stammten nicht aus Italien, sondern von jenseits der Alpen.

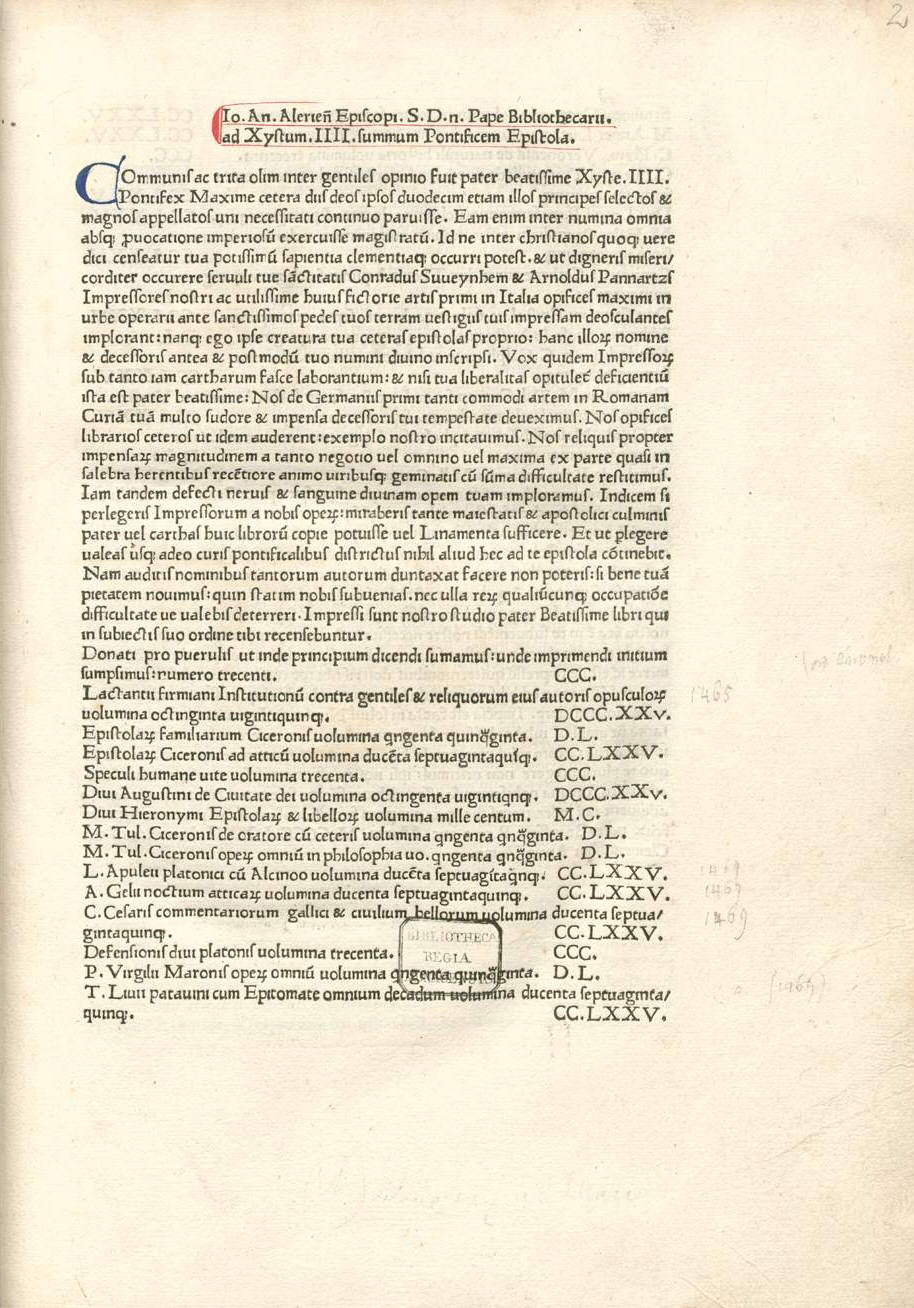
Erste Seite des Widmungsbriefs von Giovanni Andrea Bussi an Papst Sixtus IV. im 5. Band der Postilla super totam Bibliam des Nikolaus von Lyra, erschienen 1472 in Rom. Unten beginnt ein Verzeichnis der von Konrad Sweynheym und Arnold Pannartz gedruckten Bücher.

Vom ersten Druck in Subiaco, einem Donat für Kinder, hat sich kein Exemplar erhalten. Die drei erhaltenen Titel aus Subiaco, Ciceros De oratore, die damals bekannten Werke des Lactantius und Augustinus’ De civitate Dei zeigen bereits Charakteristika, die auch spätere Werke aus der Offizin von Sweynheym und Pannartz kaum verändert erkennen lassen: Ein hoher Anteil von Erstausgaben klassischer und patristischer Texte in relativ großem Format und in einer an Humanistenhandschriften orientierten Type, einer Vor- oder Frühform der Antiqua, gedruckt. Möglichst vollständige gesammelte Werke, wie die des Lactantius, erschienen auch von anderen Autoren in der römischen Schaffensperiode der beiden Drucker. Die in Subiaco entstandene Ausgabe des Lactantius ist auch der erste Druck, der mit einem mehr oder weniger vollständigen griechischen Alphabet gedruckte längere Zitate enthält.

## In Rom
Vermutlich im Sommer oder Herbst 1467 begannen Sweynheym und Pannartz am römischen Campo de’ Fiori in einem Gebäude, welches Francesco und Pietro Massimo gehörte, zu drucken. Als Korrektor arbeitete nun Giovanni Andrea Bussi in ihrer Offizin. Er besorgte die Druckvorlagen, verfasste Einleitungen und Widmungsbriefe und bestimmte das Verlagsprogramm maßgeblich mit. Wenn in den Vorreden vom Einfluss der beiden Drucker auf die Textauswahl die Rede ist, ging es üblicherweise um wirtschaftliche Erwägungen. So baten diese, als 1471 ihr Nachschub an besonders großformatigem Papier ausgegangen war, Bussi um einen Text der für einen Druck in kleinerem Format geeignet sei, damit die Pressen nicht ungenutzt blieben.
Im März 1472 veröffentlichten Sweynheym und Pannartz den fünften Band des Bibelkommentars des Nikolaus von Lyra. Im Widmungsbrief zu diesem Band wies Bussi den Papst Sixtus IV. auf die finanzielle Notlage hin, in welcher die Drucker sich befänden, und bat um Unterstützung. Große Summen Geldes waren für Papier und Druck aufzuwenden, nur Teile der gedruckten Auflage dieses und der vorhergehenden Werke konnten sogleich verkauft werden. Anfang der 1470er Jahre kam es im Druckgewerbe Italiens, vor allem Venedigs und Roms, allgemein zu  einer Überproduktions- und Absatzkrise. Auch Sweynheym und Pannartz standen vermutlich vor dem Bankrott.
Konkreter als der Widmungsbrief waren die in einer Supplik an Sixtus IV. gerichteten Wünsche; unter dem frühestmöglichen Datum in seinem Pontifikat, dem 1. Januar 1472, erhielten Sweynheym und Pannartz, beide nun Kleriker, Anwartschaften für freiwerdende Pfründen beliebiger Kollatoren gewährt, wie auch einige weitere römische Drucker zum gleichen Datum. Nach der erwähnten Vorrede vom März 1472 ist keine direkter Einfluss Bussis auf die Geschäfte der beiden Drucker mehr nachweisbar, er war nun als päpstlicher Bibliothekar tätig.
Die nach 1472 durch Sweynheym und Pannartz gedruckten Bücher verraten ein im Vergleich zu den vorangegangenen Jahren vorsichtigeres Vorgehen. Die Bücher wurden nun überwiegend in etwas kleinerem Format gedruckt und weniger umfangreiche Titel, mitunter erkennbar mit Blick auf leichtere Verkäuflichkeit, ausgewählt. Die Partnerschaft der beiden wurde irgendwann nach dem 7. Mai 1473, dieses Datum trägt der letzte gemeinsame Druck, wohl aus finanziellen Gründen aufgelöst.
Von 1474 bis 1476 verließen dreizehn weitere Drucke, überwiegend Klassikerausgaben, aber auch zwei Auflagen von Perottis Rudimenta grammatices, Arnold Pannartz’ Offizin im Palazzo Massimo. In den ältesten Ausleihregistern der Vatikanischen Bibliothek findet sich zum 20. Dezember 1475 ein Eintrag, dass Pannartz die Jüdischen Altertümer des Flavius Josephus entliehen habe. Ein Zusammenhang mit der von Bartolomeo Platina vorbereiteten Ausgabe der Geschichte des jüdischen Krieges desselben Autors, welche Pannartz am 25. November 1475 vollendete, liegt nahe. Der Nachdruck des ersten Bandes der Hieronymus-Briefe, welcher das Datum 28. März 1476 trägt, ist das letzte Werk, welches unter Pannartz’ Namen erschien. Arnold Pannartz muss vor dem 17. April 1476 gestorben sein, weil an diesem Tag ein Geistlicher eine Supplik einreichte, in der dieser, der aufgrund einer Exspektanz auf eine Altar-Vikarie am Kölner Dom schon gegen Pannartz prozessiert hatte, darum bat, in dessen Rechte auf diese Vikarie eintreten zu dürfen.